# Super Nintendo Entertainment System

Logo konsoli

Super Nintendo Entertainment System (w skrócie SNES i Super NES) – 16-bitowa konsola do gier, wydana w 21 listopada 1990 roku w Japonii i 6 października 1994 roku w Polsce. Konsola osiągnęła wielki sukces w Japonii (tam pod nazwą Super Famicom) oraz USA.
Był to następca NES-a/Famicoma, wykorzystujący nowe 16-bitowe podzespoły pozwalające na tworzenie bardziej zaawansowanych technicznie gier, z lepszą grafiką i dźwiękiem. Gry, podobnie jak w poprzednim modelu występowały w postaci kartridża, mogącego zawierać dodatkowe układy rozszerzające funkcje konsoli.
Konsola wydana pierwotnie w Japonii, została przemodelowana na rynek amerykański oraz w niemal niezmienionej zewnętrznie formie wydana w Europie. Konsola posiadała blokadę regionalną, uniemożliwiającą uruchomienie gier z innych regionów. Jednak była możliwość pominięcia tego problemu za pomocą specjalnego adaptera. W przypadku modeli amerykańskiego i japońskiego był nią jedynie kształt obudowy kartridża.
Konsola doczekała się szeregu nieoficjalnych emulatorów na różne platformy, w tym także na konsole stacjonarne jak PlayStation 2, GameCube oraz na urządzenia mobilne z systemem iOS, Android. Są to np. ZSNES, Snes9x czy higan. Dodatkowo na konsolach Wii oraz Wii U udostępniono usługę Virtual Console, umożliwiającą uruchamianie wybranych tytułów.

## Historia
Sprzęt został wydany 21 listopada 1990 roku w Japonii. W ciągu kilku godzin sprzedano ponad 300 tysięcy egzemplarzy a niedobory spowodowały problem w działaniu sieci detalicznych, przez co rząd japoński nakazał aby kolejne premiery konsol odbywały się wyłącznie w weekendy. 

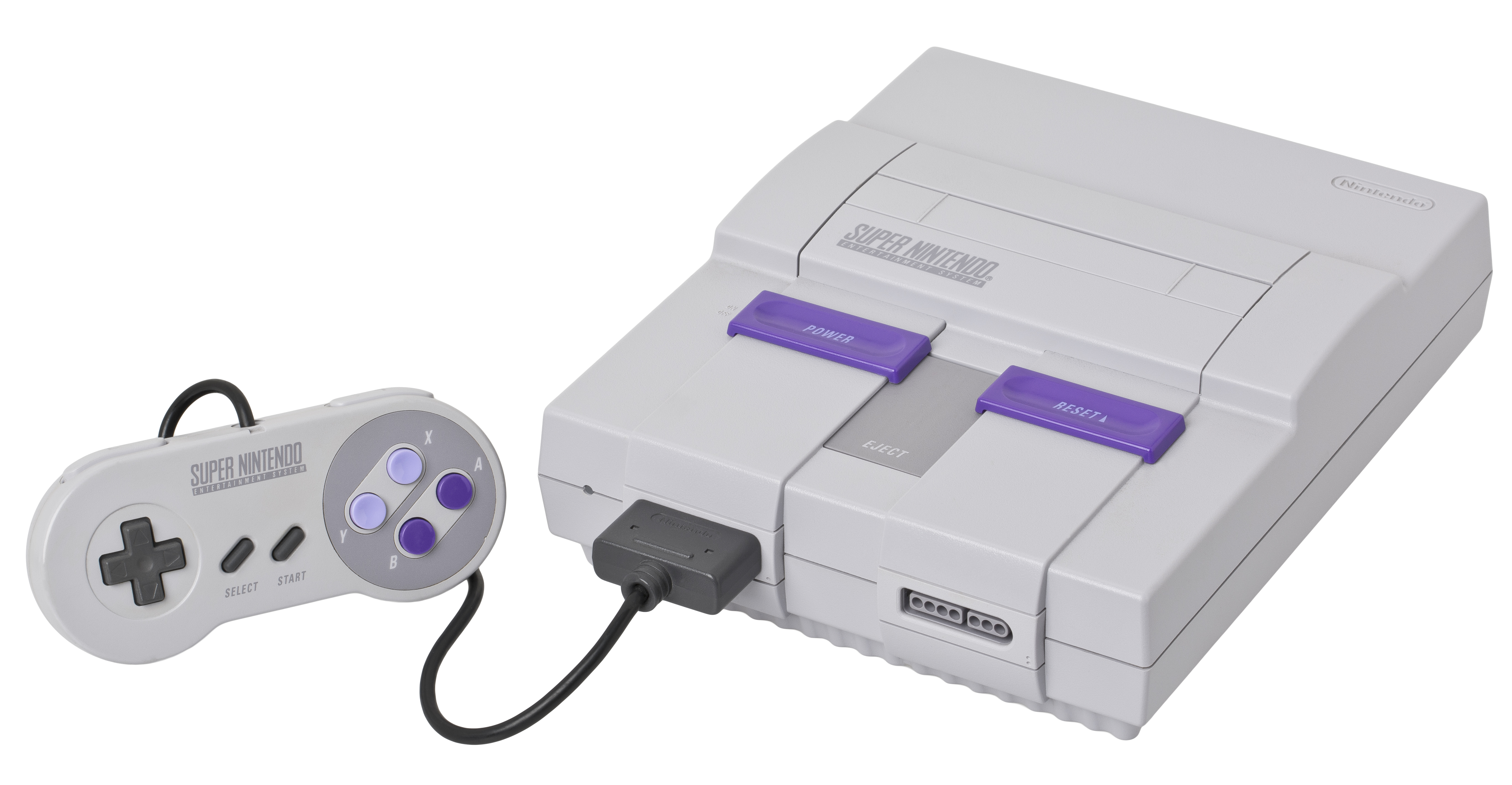
Wersja NTSC-U

Gdy sprzęt trafił 23 sierpnia 1991 roku do USA, został przemodelowany a każdy model dystrybuowano z grą Super Mario World. Specjalny chip graficzny, opracowany we współpracy z Silicon Graphics, pozwolił na wydłużenie cyklu życia i konkurowanie z 32-bitowymi konsolami. W ciągu swojej bytności na rynku amerykańskim, sprzedano ponad 23 miliony konsol.
Europejska premiera konsoli odbyła się w kwietniu 1992 roku. W przeciwieństwie do rynku amerykańskiego, Nintendo wygrało z Segą tylko w niektórych regionach, takich jak Niemcy czy kraje Skandynawskie, gdzie nacisk postawiony na rodzinny aspekt konsoli był lepiej akceptowalny. W innych krajach jak np. Francja czy Wielka Brytania, Mega Drive radził sobie znacznie lepiej dzięki dobremu marketingowi i powstaniu wielu zestawów w atrakcyjnych cenach, w których skład wchodziła konsola i starsze tytuły.
W Polsce, przedsiębiorstwo Entertainment Systems Poland zaprezentowało ją, wraz z 8-bitowym NES-em i Game Boyem, na konferencji Nintendo w hotelu Sobieski, która odbyła się 6 października 1994 roku. Cena detaliczna urządzenia i gier była powszechnie uważana za zbyt wysoką. Podobnie jak w większości krajów europejskich, również w Polsce większą popularność zdobyła konsola Mega Drive, dzięki niższym cenom i piractwu. Dystrybutorzy utrzymywali jednak, że konsola Nintendo cieszyła się zainteresowaniem i zdobyła duże grono fanów. W przeciwieństwie do swojego rywala, SNES był w Polsce bardziej reklamowany w czasopismach, na targach elektronicznych oraz domach handlowych a od jesieni 1995 roku, posiadał własny, dedykowany związek posiadaczy - Klub Graczy Super Nintendo. Liczbę posiadaczy szacowano na 5000 do 15 000. Szerszą rozpoznawalność zaczął zyskiwać od końca lat 90., dzięki rozpowszechnieniu się emulatorów oraz fanowskich tłumaczeń.

## Specyfikacja techniczna

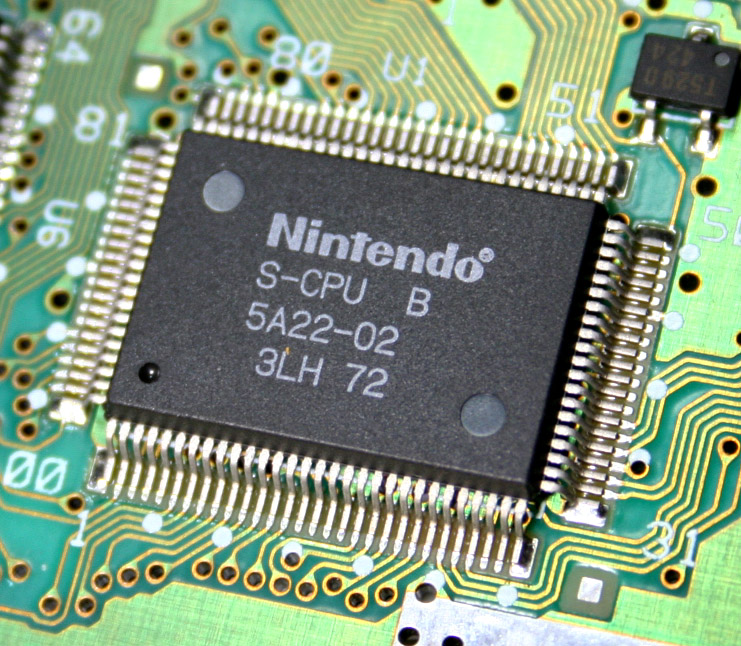
Układ Ricoh 5A22 na płycie głównej SNES-a

SNES posiadał dość ciekawą konstrukcję wewnętrznych układów. Centralna jednostka (CPU) była relatywnie słaba (dwa razy słabsza od jednego z głównych konkurentów SNES-a – Sega Genesis\Mega Drive), ale za to konsola wyposażona została w dość wydajną (jak na owe czasy) kartę graficzną, posiadającą wsparcie dla innowacyjnego wówczas trybu graficznego tzw. Mode 7, pozwalającego na obracanie i skalowania warstwy tła gry linia po linii (liniami pikseli). Także układy generujące dźwięk stanowiły istotną przewagę nad konkurencją, warto też wspomnieć o możliwości umieszczenia dodatkowych układów scalonych na kartridżach, znacznie zwiększających moc konsoli. Układy te z technicznego punktu widzenia mogły być również umieszczane w kartridżach konkurencji, w praktyce tylko w wypadku SNES-a były stosowane na taką skalę.
- CPU: Ricoh 5A22 – 16-bitowy procesor bazujący na rdzeniu 65c816
  - 3,58 MHz, 2,68 MHz lub 1,79 MHz w zależności od potrzeb programu
- GPU: Picture processing unit (PPU)
  - Rozdzielczość: maksymalnie do 512x224 w przypadku wersji amerykańskiej/japońskiej (60 Hz) i do 512x239 w przypadku wersji europejskiej (50 Hz) w trybie progresywnym i do 512x448 w wersji amerykańskiej/japońskiej (60 Hz) i do 512x478 w wersji europejskiej (50 Hz) w trybie z przeplotem, w praktyce jednak stosowanie rozdzielczości poziomej 512 punktów na linię jest zbyt zasobożerne w przypadku tej konsoli i prawie wszystkie gry stosują rozdzielczość poziomą 256 punktów na linię i pionową 224 linie w wersji amerykańskiej/japońskiej (60 Hz) lub 239 linii w wersji europejskiej (50 Hz), w praktyce dokładność 512 punktów na linię jest używana prawie wyłącznie do imitowania efektów przeźroczystości za pomocą ditheringu (np. Kirby's Dream Land 3, Jurassic Park) lub zastosowania bardziej dokładnej czcionki (np. Secret of Mana) przy jednoczesnym renderowaniu większości obrazu gry w trybie 256 punktów na linię

- - Kolory: 32768 (15-bit)

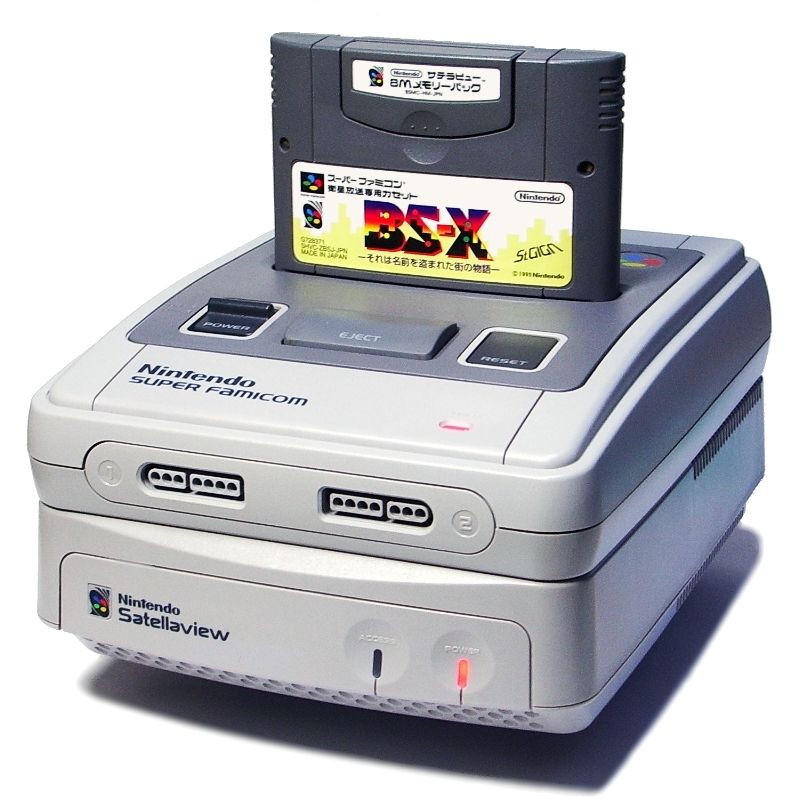
Super Famicom z podłączonym Satellaview

  - Duszki: 128, do 32 w jednej linii; maksymalna dopuszczalna wielkość do 64 × 64 pikseli
  - Tło: 4 warstwy; każda do 1024 × 1024 pikseli
  - Efekty:
    - Pikselizacja (mozaika)
    - Dodawanie i odejmowanie kolorów
    - Clipping windows
    - Przesuwanie tła (ang. scrolling)
    - Mode 7
- APU: Sony SPC700, Sony DSP
  - Format: 16-bit ADPCM, 8 kanałów
  - Wyjście: 32 kHz 16-bit stereo
- RAM:
  - Główna pamięć 128 KB DRAM
  - Video RAM 64 KB, w tym
    - 512 + 32 bajtów dla duszków
    - 256 × 15 bitów dla palet kolorów

  - Audio RAM 64 KB

## Nośnik danych

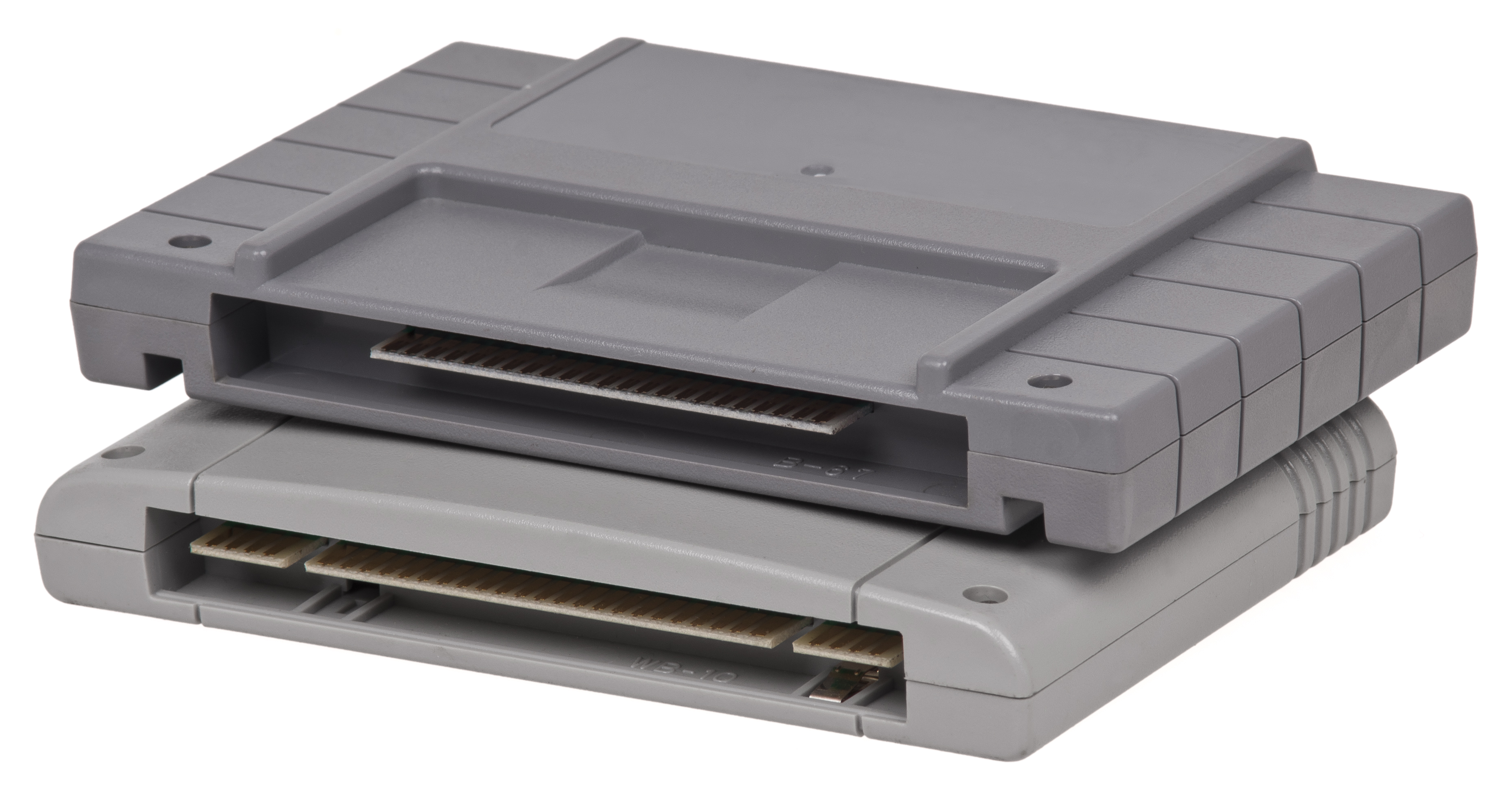
Porównanie kartridża Amerykańskiego (góra) z Japońskim lub Europejskim (dół)

SNES jako nośnik danych wykorzystywał, podobnie jak większość ówczesnych konsoli, kartridże. Maksymalna ich pojemność to 128 MBit, czyli 16 MB, jednak tylko 117,75 megabitów mogło zostać zaadresowane. W praktyce, ze względu na koszty produkcji i ówczesne możliwości mapowania pamięci, większość wydanych gier wykorzystywała do 32 megabitów pamięci. Zdarzały się jednak także gry, które umieszczano na 48-megabitowych kartridżach jak np. Star Ocean i Tales of Phantasia.
Na kartridżach często umieszczano dodatkową pamięć, zasilaną baterią, do zapisywania stanów gier. Oprócz tego kartridże mogły być wyposażone w dodatkową pamięć operacyjną oraz dodatkowe układy scalone jak np. koprocesory. Szczególne znaczenie dla konsoli miał dodatkowy chip o nazwie SuperFX, który pozwalał na generowanie dość prostej grafiki 3D.
Nintendo doskonale zdawało sobie sprawę z przewagi CD-ROM-ów nad tradycyjnymi, ale oferującymi małą pojemność kartridżami. Nigdy jednak nie zdecydowano się, mimo wielu zapowiedzi, na wprowadzenie takiego dodatku dla SNES-a. Stało się to pomimo rozmów na temat współpracy przy budowie takiej jednostki, które Nintendo prowadziło z Philipsem i Sony.
Zamiast napędu CD-ROM, SNES dostał natomiast urządzenie o nazwie Satellaview, które dostępne było jednak tylko na rynku japońskim, gdzie cieszyło się dość dużym powodzeniem. Satellaview drogą satelitarną dawał możliwość ściągnięcia gier, w tym zupełnie nowych tytułów, ale również dodatków do już istniejących wydań – remake’ów.